# 1970-es magyar férfi vízilabda-bajnokság (első osztály)
Az 1970-es magyar férfi vízilabda-bajnokság a hatvannegyedik magyar vízilabda-bajnokság volt. A bajnokságban tíz csapat indult el, a csapatok két kört játszottak.

## Tabella
| #   | Csapat          | M  | Gy | D | V  | G+  | G- | P  |
| --- | --------------- | -- | -- | - | -- | --- | -- | -- |
| 1.  | OSC             | 18 | 18 | 0 | 0  | 104 | 46 | 36 |
| 2.  | Szolnoki Dózsa  | 18 | 9  | 7 | 2  | 84  | 70 | 25 |
| 3.  | Ferencvárosi TC | 18 | 9  | 4 | 5  | 64  | 55 | 22 |
| 4.  | Újpesti Dózsa   | 18 | 7  | 6 | 5  | 70  | 61 | 20 |
| 5.  | Egri Dózsa      | 18 | 6  | 5 | 7  | 79  | 81 | 17 |
| 6.  | Bp. Spartacus   | 18 | 5  | 5 | 8  | 69  | 87 | 15 |
| 7.  | Vasas Izzó      | 18 | 6  | 2 | 10 | 74  | 86 | 14 |
| 8.  | Vasas SC        | 18 | 4  | 3 | 11 | 62  | 73 | 11 |
| 9.  | Bp. Honvéd      | 18 | 2  | 6 | 10 | 68  | 90 | 10 |
| 10. | BVSC            | 18 | 3  | 4 | 11 | 62  | 87 | 10 |

* M: Mérkőzés Gy: Győzelem D: Döntetlen V: Vereség G+: Dobott gól G-: Kapott gól P: Pont
Az OSC bajnokcsapata: Bakács György, Bodnár András, Bodnár János, Csikós Ferenc, Elek Miklós, Gál Jenő, Konrád Ferenc, Konrád Sándor, Kovács Károly, Oláh Endre, Rajna Péter, Szathmáry Gábor,  ifj. Szívós István, edző: Mayer Mihály, id. Szívós István
A Szolnoki Dózsa ezüstérmes csapata: Borsi Miklós, Cservenyák Tibor, Esztergomi Mihály, Kanizsa Tivadar, Kádár György, Konoz István, Kulcsár Tamás, Pintér István, Szabó János, Urbán Lajos, Vezsenyi Péter, edző: Kanizsa Tivadar
A Ferencváros bronzérmes csapata: Steinmetz János, Kásás Zoltán, Bányai Miklós, Wiesner Tamás, Balla Balázs, Szellő Tamás, Ipacs László, Kövecses Zoltán, Nemcsik Ferenc, Ambrus Miklós, Csáky Gyula, Kijátz Valér, Zentai Tamás, edző: Goór István
Újpesti Dózsa:Budai György, Csapó Gábor, Császár György, Gajdosy Zoltán, Gál Tamás, Horváth Bernát, Kosztolánczy György, Létay Gábor, Max Gábor, Sárosi László, Szittya Károly, Wolf Péter, edző: Szittya Károly
Egri Dózsa: Bolya László, Denk János, Gyárfás Tamás, Katona József, Kovács Róbert, Krajcsovics Csaba, Lutter István, Mártrahegyi László, Pócsik Dénes, Puskás Csaba, Rüll Csaba, Ringelhann György, edző: Pócsik Dénes
Bp. Spartacus: Brinza István, Csillag Gábor, György Sándor, Hohl Ferenc, Horváth Kálmán, Kardos Tibor, Lehoczky Boldizsár, Mezővári Gusztáv, Molnár Endre, Szlamka László, Tavik László, Vörösvári Zsolt, edző: Bolvári Antal, Kemény Ferenc
Vasas Izzó: Bobory György, Dancsa István, Füzessy Béla, Konrád János, Györe Lajos, Hanák Piusz, Lukász Marcell, Martinovics György, Regős László, Szabó György, Tibai János, edző: Molnár Attila
Vasas SC: Darida János, Faragó Tamás, Görgényi István, Hausherr Frigyes, Horváth Péter, Katona András, Kiss Attila, Kusztos András, Laukó Pál, Olajos László, Rusorán Péter, Váczi József, edző: Szalay Iván
Bp. Honvéd: Balássy Péter, Dávid Gyula, Deák Gábor, Fonó Péter, Gáti Lajos, Kovács Ede, Kucsera Gábor, Mikó Sándor, Molnár László, Papp Vilmos, Tóth Gyula, Togyeriska Imre, edző: Brandi Jenő
BVSC: Czigány Károly, Gyenes József, Gyerő Csaba, Gyerő Zoltán, Hecsey Pál, Hídvégi Sándor, Kőrössy Ferenc, Külkey Attila, Németh István, Németh László, Pálffy Sándor, Szeri Béla, Zsoldos János, edző: Hajduk Gyula, Tátos Nándor

## A góllövőlista élmezőnye
| Hely | Gól | Játékos       | Csapat         |
| ---- | --- | ------------- | -------------- |
| 1.   | 37  | Urbán Lajos   | Szolnoki Dózsa |
| 2.   | 33  | Pócsik Dénes  | Egri Dózsa     |
| 3.   | 32  | Konrád Ferenc | OSC            |
| 4.   | 29  | Sárosi László | Újpesti Dózsa  |
| 5.   | 25  | Szívós István | OSC            |
| 6.   | 22  | Faragó Tamás  | Vasas          |
| 7.   | 21  | Deák Tamás    | Bp. Honvéd     |
| 8.   | 21  | Brinza István | Bp. Spartacus  |
| 9.   | 19  | Györe Lajos   | Vasas Izzó     |
| 10.  | 19  | Bányai Miklós | Ferencváros    |